# 新モッシャー法
新モッシャー法（しんモッシャーほう）とは、1973年にハリー・モッシャー (Harry S. Mosher) らによって報告されたモッシャー法を改良した、キラル二級アルコールおよび一級アミン、二級カルボン酸の絶対立体配置の決定法である。徳島大学薬学部の楠見武徳らによって、1991年に発表された。特に、水溶性低分子化合物を多く扱う天然物化学の分野において、化合物の絶対立体構造を決定する際にしばしば用いられている。

## 概要
基本的な原理についてはモッシャー法と同様で、化合物にキラル補助剤の α-メトキシ-α-（トリフルオロメチル）フェニル酢酸 (α-Methoxy-α-(trifluoromethyl)phenylacetic acid, MTPA) を用いてジアステレオマーとし、そのNMRスペクトルの磁気異方性効果による化学シフトの変化から、絶対構造を決定する方法である。
モッシャー法が 化合物側のβ‐位のプロトンのみで絶対構造を決定していたのに対して、新モッシャー法ではβ‐位だけでなく、γ‐位以降のプロトンも帰属をすることで絶対構造を決定している点で異なる。
新モッシャー法はモッシャー法と比較して、構造決定の精度が大幅に向上し、またモッシャー法では適応出来なかった二級カルボン酸にも適応できるなど利用範囲の拡張もなされており、非常に優れた絶対立体構造決定方法の一つとなっている。
新モッシャー法と他の絶対立体構造決定法（X線回折法や円偏光二色性法）を比較した際のメリットとしては、結晶化が不要な事や、一般に普及しているNMR装置が利用可能である点が挙げられる。一方デメリットとして、立体障害の大きい化合物に於いては空間的な障害により必要な構造が採れない事により、構造の帰属に矛盾をきたす場合があるので注意を要する。

## 絶対立体構造決定法
まず、化合物を (S)- および (R)-MTPAエステルへ誘導した後、各々のジアステレオマーのプロトンを出来るだけ多く帰属し、それらプロトンの化学シフト値の差を求める。
MTPA エステルでは、カルビニルプロトン、カルボニル酸素、トリフルオロメチル基がエクリプス型（重なり型）の時に安定するため、(S)-MTPA エステルと (R)-MTPA エステルではベンゼン環の向きが異なる。そのため、ベンゼン環側にあるプロトンが磁気異方性効果により高磁場シフトし、化学シフトに差が現れる。
その差を Δδ = δ(S) − Δ(R) として、MTPA を上側、カルビニルプロトンを下側に配置した場合、Δδ > 0 のプロトン群を右に、Δδ < 0 のプロトン群を左に置くと正確な絶対配置を示す事が可能となる。
なお、Δδ の絶対値は MTPA に近いプロトン程大きく、遠いプロトンほど小さい値となる。

## 今後の発展
生物の受容体は立体異性体を区別するために鏡像異性体同士であっても作用が異なることから、化合物の絶対立体構造を決定する事は極めて重要である。
新モッシャー法は比較的まだ新しい絶対立体構造の決定方法であり、今後のさらなる適応範囲の拡張が期待されている。